# Międzynarodowa Konferencja Kardiologiczna
Międzynarodowa Konferencja Kardiologiczna (ZICC) – cykliczne wydarzenie odbywające się w Zabrzu. Pomysłodawcą i organizatorem Konferencji jest Śląskie Centrum Chorób Serca (wcześniej WOK – Wojewódzki Ośrodek Kardiologii).
Pierwsza konferencja odbyła się w 1993, w okresie fascynacji kardiochirurgią i transplantologią. Kilka lat po wykonaniu pierwszego zabiegu pomostowania aortalno-wieńcowego przez Rene Favaloro, rozwoju rewaskularyzacji tętniczej, kilka lat po pierwszym przeszczepie serca w Polsce. Pomysłodawcami corocznych międzynarodowych spotkań byli Zbigniew Religa i Marian Zembala.
Konferencja miała być forum wymiany poglądów między lekarzami z całego świata, a równocześnie miejscem spotkań z ekspertami. Pierwszym był prof. Vijay Kakkar, ekspert w dziedzinie zakrzepicy i hemostazy, twórca heparyny niskocząsteczkowej, założyciel i wieloletni dyrektor Thrombosis Research Institute w Londynie. Kolejnymi postaciami, które gościły w Zabrzu byli: prof. Rene G. Favoloro, pionier chirurgii wieńcowej, prof. Alain Carpantier, twórca kardiochirurgii rekonstrukcyjnej zastawek, prof. Roland Hetzer, pionier mechanicznego wspomagania serca, czy prof. Stuart Jamieson – kardiochirurg, transplantolog, od którego została zaczerpnięta wiedza dotycząca problematyki przewlekłej zatorowości płucnej – wskazań i techniki zabiegów ratujących życie pacjentom z tym schorzeniem.
Koniec lat 90. XX wieku spowodował zmianę akcentów tematycznych – zaczęły dominować tematy kardiologiczne, nadal przy istotnym udziale kardiochirurgów. Dominującym tematem było inwazyjne leczenie zawału mięśnia sercowego – tematyka, w której ośrodek zabrzański był pionierem w kraju i jednym z liderów w Europie.
W roku 2000, a więc podczas pierwszych towarzyszących Konferencji Warsztatach Kardiologii Inwazyjnej, które odbywały się w Teatrze Nowym, przeprowadzono pierwszą w Polsce i jedną z pierwszych w Europie, bezpośrednią transmisję „na żywo” z pracowni hemodynamiki w Śląskim Centrum Chorób Serca w Zabrzu, z zabiegu angioplastyki wieńcowej u chorego z zawałem serca powikłanym wstrząsem.
Coraz liczniejsza grupa słuchaczy zmusiła organizatorów do poszukiwania nowego miejsca obrad. Teatr zamieniono na znacznie bardziej obszerne audytorium, jakim stało się zabrzańskie Multikino, które mogło pomieścić nawet 2500 osób.
W miarę jak inwazyjne leczenie zawału serca stawało się dobrym standardem postępowania, tematyka spotkań poszerzała się, przede wszystkim obejmując obszary związane z: niewydolnością serca, chorobami strukturalnymi, wadami zastawkowymi, zaburzeniami rytmu oraz praktycznie wszystkimi zabiegami w schorzeniach sercowo-naczyniowych.
Gośćmi konferencji byli: Judith Hochman – ekspert w zakresie leczenia wstrząsu kardiogennego, Renu Virmani – patomorfolog i badacz morfologii serca i naczyń, Victor Serebruany – ekspert w dziedzinie hemostazy, Tyrone Collins czy Jiri Vitek, którzy wprowadzali procedury wewnątrznaczyniowe czy wewnątrzczaszkowe oraz nestorzy polskiej kardiologii, m.in. Zygmunt Sadowski, Leszek Ceremużyński, Leszek Giec, Franciszek Walczak, Witold Rużyłło, Jacek Dubiel, Stanisław Pasyk czy Lili Godstein.
Równolegle do problematyki klinicznej, naukowej, czy edukacyjnej, coraz więcej czasu przeznacza się na niedoceniane zagadnienia kosztów i efektywności w medycynie sercowo-naczyniowej, nowoczesnego zarządzania, organizacji procesu leczenia, czy też analizy bezpieczeństwa i jakości. Utrzymuje się promowanie ścisłej współpracy interdyscyplinarnej zakładając, że tylko zespół, czyli „Heart Team”, może podejmować optymalne decyzje diagnostyczne i terapeutyczne. Odbywają się sesje pielęgniarskie, etyczne, prawne i dla personelu medycznego.

## Przewodniczący konferencji[1]
- 1993-1998 – prof. Zbigniew Religa, prof. Marian Zembala
- 1999-2003 – prof. Marian Zembala, prof. Lech Poloński
- 2004-2006 – prof. Lech Poloński
- 2007- prof. Lech Poloński, prof. Marian Zembala
- 2008-2015 – prof. Lech Poloński
- 2016 do nadal – prof. Mariusz Gąsior

## Najważniejsze wydarzenia towarzyszące[1]
- Warsztaty Kardiologii Inwazyjnej – od 2000
- Międzynarodowa Studencka Konferencja Kardiologiczna – od 2006
- Gość specjalny – prof. Jan Miodek, językoznawca
- Warsztaty Echokardiografii – od 2017
- Kongres Pacjentów z Niewydolnością Serca – od 2019

### Imprezy kulturalne
- Ewa Osińska – koncert fortepianowy (1994)
- Zespół Feel
- Kayah
- Paweł Kowalski wraz z Orkiestrą Symfoniczną Filharmonii Zabrzańskiej (2015)

## Nagrody[1]
Przyznawane wybitnym specjalistom oraz Instytucjom, przyczyniającym się do rozwoju inwazyjnego leczenia zawału serca w Polsce, wręczane od 2012 roku podczas Konferencji – KROKI MILOWE W LECZENIU ZAWAŁU SERCA
2012
- Stanisław Pasyk
- Witold Rużyłło
- Marek Dąbrowski
- Marian Zembala
- Andrzej Sośnierz
- Grzegorz Opolski

2013
- Lech Poloński
- Jacek Dubiel

2014
- Michał Tendera

2015
- Andrzej Lekston
- Paweł Buszman

2016
- Dariusz Dudek
- Jadwiga Wysocka

2019
za stworzenie założeń polskiego nowatorskiego programu koordynowanej opieki nad chorym z zawałem serca (KOS),
Ministerstwo Zdrowia,
Narodowy Fundusz Zdrowia,
Agencja Oceny Technologii Medycznych i Taryfikacji
Polskie Towarzystwo Kardiologiczne
ZŁOTA GŁOWICA:
prof. Piotr Hoffman (2017)
prof. Edyta Płońska-Gościniak (2018)
prof. Zbigniew Gąsior (2019)